# Skort

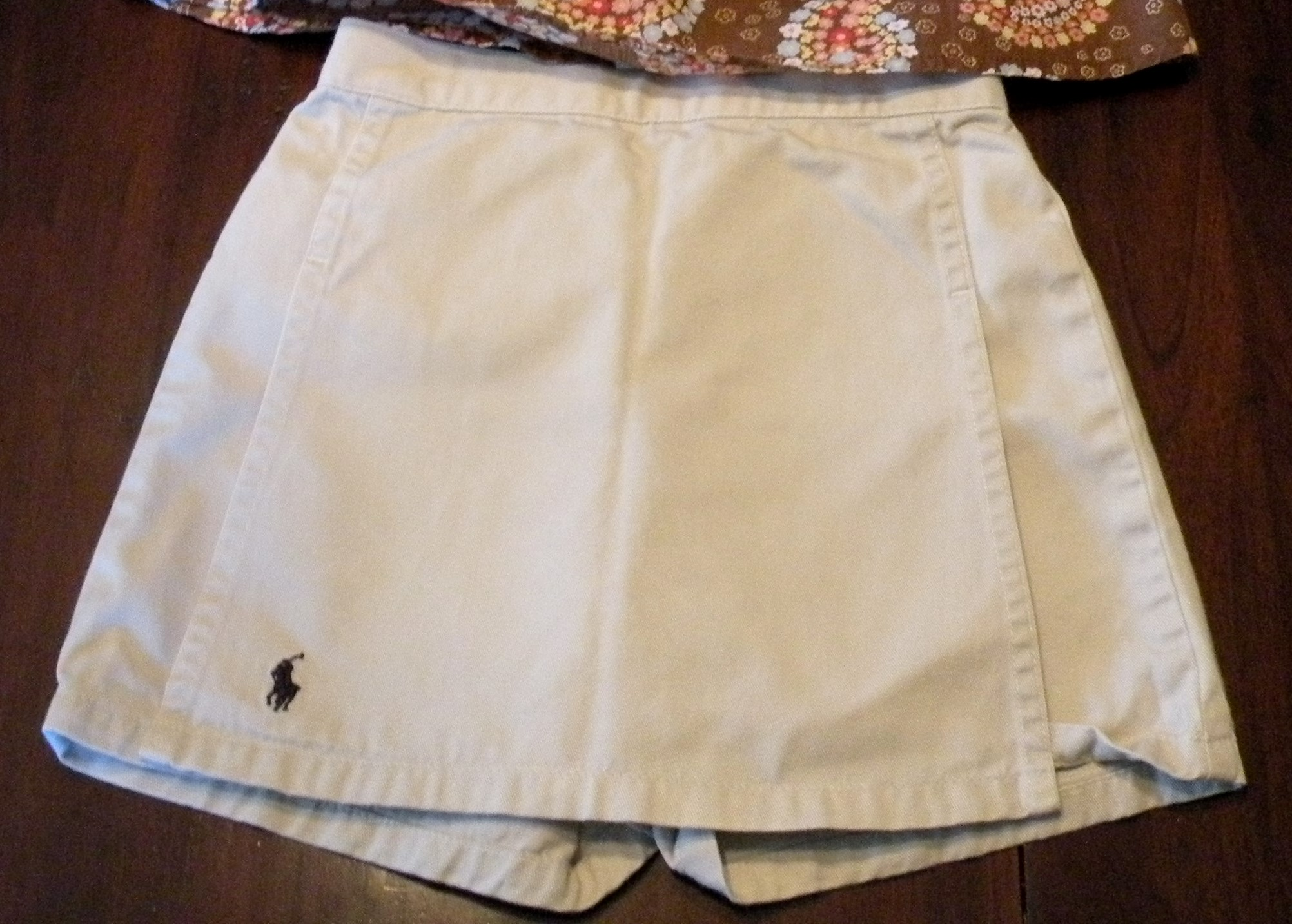
Skort bianco

Lo (o la) skort è un capo di abbigliamento femminile. Il termine può indicare, a seconda dei casi, un tipo di pantaloni corti con un lembo sul davanti e che simulano una gonna, oppure una minigonna con dei pantaloncini cuciti al suo interno.

## Etimologia
Skort è una fusione dei due termini inglesi skirt (lett. "gonna") e shorts (lett. "pantaloni corti"). Secondo Merriam-Webster, la parola risale al 1951, mentre l'Oxford English Dictionary la fa risalire al 1957.

## Storia
Il primo esempio di skort è la gonna-pantalone usata dalle donne per andare in bicicletta durante gli ultimi anni dell'Ottocento, quando il ciclismo era divenuto uno sport di tendenza. Durante la prima metà del Novecento, lo skort divenne parte dell'abbigliamento di ballerine e tenniste per poi salire alla ribalta grazie al Torneo di Wimbledon del 1931. L'abito viene tutt'oggi usato in alcune discipline sportive femminili.
Nella lingua italiana, la parola skort venne attestata per la prima volta nel 2013; la sua affermazione risale al 2020.